# Gombak Setia
Gombak Setia – miasto w Malezji, w stanie Selangor. W 2000 roku liczyło 38 870 mieszkańców.